# 하나오풍/후타리와NS
〈코를 흥/두 사람은 NS〉(일본어: はなをぷーん／ふたりはNS 하나오풍/후타리와에누에스[*])는 2007년 8월 1일에 업프런트 워크스 (zetima 레이블)에서 발매된 키라☆피카의 제1탄 싱글 CD이다.

## 개요
〈코를 흥〉(はなをぷーん)은 TV 애니메이션 《키라링☆레볼루션》의 6번째 엔딩 테마, 4번째 오프닝 테마이다. 또, 〈두 사람은 NS〉(ふたりはNS)는 키라링☆레볼루션 내의 삽입곡이다. 제65화에서 곡이 발표되며, 제66화에서 불리고 있다. 7번째 엔딩 테마로 사용되고 있다. 초회한정반에는 해피 아이돌 라이브용의 쿠루키라 카드가, 통상반의 초회사양에는 스페셜 스티커가 봉입되어있다.

## 콘서트에서의 가창
- 2007년 7월 15일부터 29일까징인 《Hello! Project 2007 Summer 10th 애니버서리 대감사제: 헬로☆프로 여름 축제》(Hello! Project 2007 Summer 10th アニバーサリー大感謝祭 〜ハロ☆プロ夏祭り〜)의 라이브 투어에서 키라☆피카로 솔로이자모델인 쿠스미 코하루와 ℃-ute의 하기와라 마이가 〈두 사람은 NS〉를 불렀다.
- 2007년 8월 11일부터의 《모닝구무스메 탄생 10년 기념대 콘서트 투어 2007 여름: 생큐 My Dearest〉(モーニング娘。誕生10年記念隊コンサートツアー2007夏 〜サンキューMy Dearest〜)의 라이브 투어에서 쿠스미 코하루가 〈두 사람은 NS〉 솔롤로 불렀다.
- 2007년 9월 9일부터 10월 28일에 행해진 《℃-ute 라이브 투어 2007 가을: 방과후의 에센스》(℃-uteライブツアー 2007秋 〜放課後のエッセンス〜)의 라이브 투어에서 미즈키 히카루(한국명은 오은찬) 역의 하기와라 마이(℃-ute)가 〈코를 흥〉과 〈두 사람은 NS〉를 불렀다. 츠키시마 키라리(한국명은 홍라라) 역은 ℃-ute의 오카이 치사토(〈코를 흥〉)와 아리하라 칸나(〈두 사람은 NS〉)가 각각을 담당했다.
- 2008년 11월 9일에 행해진 《키라링☆레볼루션 스페셜 라이브》에서는 유키노 노에루 역의 키타하라 사야카와 하나사키 코베니 역의 킷카와 유우가 〈두 사람은 NS〉를 열창했다. 이 때는 키타하라 사야카가 히카루 역을 킷카와 유우가 키라리 역을 담당했다.

## 수록곡
1. 코를 흥(はなをぷーん)
  - 작사: YumYum, 작곡: MenMen, 편곡: 미야나가 지로, MenMen
2. 두 사람은 NS(ふたりはNS)-정말로 슬픈 노래이다.
  - 작사: YumYum, 작곡: MenMen, 편곡: 미야나가 지로
3. 코를 흥 (Instrumental)
4. 두 사람은 NS (Instrumental)